# Anchon tribulis
Anchon tribulis är en insektsart som beskrevs av Capener 1972. Anchon tribulis ingår i släktet Anchon och familjen hornstritar. Inga underarter finns listade i Catalogue of Life.